# 三澤肇
三澤 肇（みさわ はじめ、1970年7月6日 - ）は、MBSメディアホールディングスの総務局長で、毎日放送（MBS）の元解説委員・報道記者。
MBSには1994年4月に入社したが、報道局への異動（2002年4月）を経て、2007年3月からTBSテレビに嘱託社員として2年間出向。出向期間中に、『筑紫哲也 NEWS23』のキャスターを務めた。MBSへの復帰後は、ニュースデスクや、当時同局が運営していたJNNベルリン支局の支局長（特派員）などを歴任。MBSの本社へ帰任後の2016年4月から報道局の解説委員に就任すると、2017年7月から2023年6月まで東京報道部へ赴任していた。赴任期間の後年には東京報道部で解説委員と報道部長を兼務していたが、2023年7月1日付でMBSからMBSメディアホールディングス（毎日放送グループの放送持株会社）へ出向。

## 来歴・人物
奈良県の出身で、大阪明星高校から関西学院大学経済学部に進学。大学2年生の時には、学内の交換留学制度を通じて、アメリカの南メソジスト大学へ1年間留学した。
大学卒業後の1994年に、MBSへ入社した。毎日放送への入社後は、主に報道番組へ出演。1997年10月に『MBSナウ』のキャスターへ起用されると、2000年10月スタートの後継番組『VOICE』でもメインキャスターも務める。その一方で、犯罪被害者・少年司法・安全保障・環境問題などを主に取材するほか、和歌山毒物カレー事件や大阪教育大学附属池田小学校事件などの取材も経験。2002年の人事異動を機に、『VOICE』のメインキャスターを続けながら、報道局の記者へ転身した。 
2006年3月31日に『VOICE』のメインキャスターを勇退してからは、記者としての取材活動に専念。神戸の連続児童殺傷事件の遺族の軌跡を描いた番組を取材、制作するなど「犯罪被害者」や「少年法」の問題点を指摘。同事件の加害少年である「少年A」が少年院に収監されていた時期の様子を、「少年院の調査報告書」に沿って描き出した。同年4月30日に『報道特集』（TBSテレビ）で「罪と病〜受刑者の病院に初めてカメラが!〜」を放送した際には、取材担当記者としてスタジオにも出演。刑務所や少年院などでの「更生」のあり方にもスポットを当てていた。
2007年度以降は、MBSからJNN基幹局の東京放送（TBS）に嘱託社員として出向。2007年3月5日から、『筑紫哲也 NEWS23』（TBSテレビ制作・JNN全国ネットの平日最終版ニュース）でキャスターを務めた。
『NEWS23』の番組リニューアルを機に、2009年3月27日放送分で同番組を降板。同月31日付でTBSへの出向期間も満了したため、MBSへの復帰後は、本社で記者活動を再開した。
2009年から「MBS大阪府庁キャップ」として橋下徹知事時代の大阪府政を担当すると、2011年4月1日付で、当時毎日放送が管理・運営していたJNNベルリン支局長（特派員）に就任。2014年4月1日付で虎松英樹に交代するまで、ヨーロッパ・中東地域の取材を担当した。帰任後には、報道局で統括編集長を務めるかたわら、『ちちんぷいぷい』などに、「元ベルリン支局長」という肩書で解説を担当した。
2015年4月3日からは、『VOICE』へのレギュラー出演を再開。コメンテーター（解説委員）として「金曜解説」→　「わかる」（週1回放送のニュース解説コーナー）を担当していた。その一方で、「政治関連の取材へじっくりと取り組むことで、ニュース解説の幅を広げたい」との意向から、2017年7月の人事異動で毎日放送東京報道部に配属。配属後は、本社で平日に制作する生放送番組（『ちちんぷいぷい』『VOICE』→『ちちんぷいぷい』『ミント!』→『よんチャンTV』）への出演を続けながら、国政を担当する解説委員として主に国会などの取材にあたった。
毎日放送の東京支社では解説委員との兼務扱いで報道部長にまで昇進していたが、2023年7月1日に本社へ帰任したうえでMBSメディアホールディングスへ出向。前日（6月30日）に放送された『よんチャンTV』への出演をもって、26年余りにわたって携わってきた報道の現場を離れた。ちなみに、MBSメディアホールディングスでは総務局長を務めている。
趣味はクライミングで、「ダムウォッチャー」を自称するほど、ダムの構造や治水の事情に詳しい。

## 過去の担当番組

### テレビ
- MBSニュース

- MBSナウ（メインキャスター）
- VOICE
  - 2006年3月までメインキャスターを担当。勇退後も、報道局の記者・大阪府政キャップ・ニュースデスクとして随時登場していた。
  - 2016年4月から2019年3月の番組終了まで、解説委員としてニュース解説や取材を随時担当。2017年7月に東京支社の報道部へ異動するまでは、メインキャスター代理を務めることもあった。
- ちちんぷいぷい
  - 東京支社への異動後は、「MBS記者（東京報道）」という肩書で、「三澤は見たッ!」という国政関連などの解説を随時担当。2017年9月までは、当時レギュラーで出演していた社会部記者出身の石田英司が休演する場合に、石田に代わってスタジオでニュースを解説することもあった。2019年4月から番組終了の前週（2021年3月5日）までは、金曜日の全編にわたって出演。
- ミント! - 『ちちんぷいぷい』へ出演する金曜日を中心に、スタジオ解説や中継リポートを随時担当。
- よんチャンTV
  - 金曜日の関西ローカルニュースパートに、ニュース解説者としてレギュラーで出演。MBSメディアホールディングスへの出向に伴って、出向の前日（2023年6月30日放送分）で出演を終えた。
  - 2022年6月までは、前身番組の1つである『ミント!』でニュースキャスターを務めていた西も、アナウンス職のまま「MBS解説委員」という肩書で木曜日に登場。ただし、西が育児休業に入っていた期間中（2021年6 - 9月）には、三澤が木曜分のニュース解説を兼務していた。ちなみに西は、アナウンス職を続けながら所属部署の管理職（毎日放送総合編成局アナウンスセンター長）を兼務することを機に、ニュース解説の担当を三澤より1年早く2022年6月で退いている。

以下の番組は、TBSテレビ制作の全国ネット番組。
- 筑紫哲也 NEWS23→NEWS23キャスター（2007年3月5日 - 2009年3月27日）
- JNN報道特集→報道特集NEXT→報道特集 - 記者やJNNベルリン支局長時代に随時出演
- 上田晋也の幻ニュース（2019年10月8日） - 自身が取材を担当した神戸連続児童殺傷事件で、当時放送できなかったエピソードをスタジオで証言。

## 関連人物
- 林部香織 - 三澤同様、関西学院大学に在学していた系列局の同期で前述した北海道放送の元アナウンサー。フリーとなった後の1999年から2005年まで『MBSナウ』→『VOICE』の裏番組および関西テレビで当時放送されていた『FNNスーパーニュースKANSAI』→『FNNスーパーニュースほっとKANSAI』に出演。